# Sega
Sega Corporation (japonsky 株式会社セガ, Kabušiki-gaiša Sega) je nadnárodní softwarová a hardwarová vývojářská firma a bývalý gigant v oblasti domácích počítačů[zdroj?], konzolí a videoher. V roce 2001 firma opustila výrobu konzolí a zaměřila svou pozornost na vývoj software.

## Historie

### 1. etapa (1940–1988)

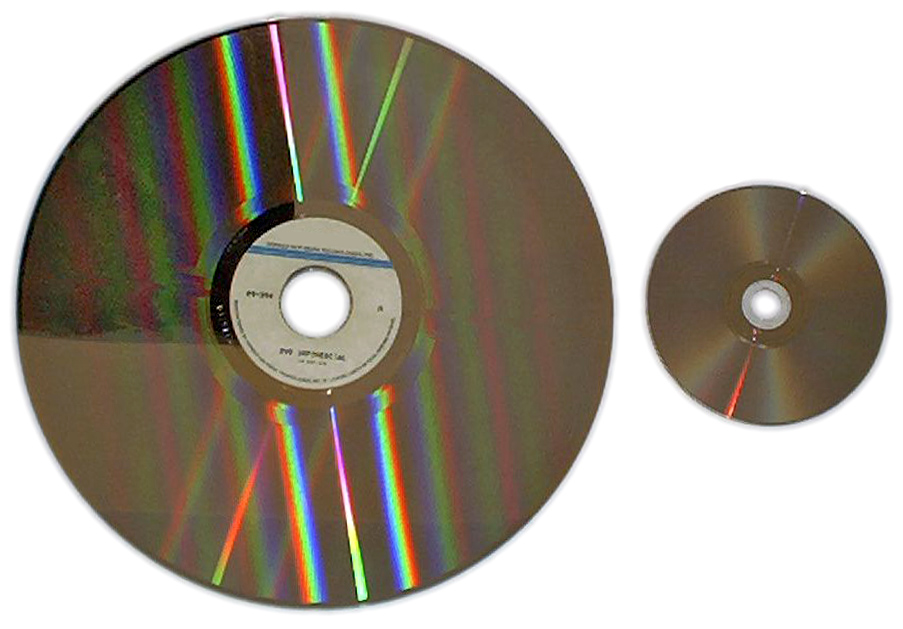
Laserdisc (vlevo) v porovnání s DVD

Firma byla založena v roce 1940 pod názvem Standard Games (později Service Games) v Honolulu na Havajských ostrovech. Jejími zakladateli byly Martin Bromely, Irving Bromberg a James Humpert, kteří otevřeli výrobu mincových herních automatů pro americké vojáky.
Roku 1951 Bromely přestěhoval sídlo firmy do Tokia a registroval ji u zdejších úřadů jako SErvice GAmes of Japan. O čtrnáct let později, v roce 1964, se Service Games sloučily s Rosen Enterprises, což dalo vzniknout firmě Sega Enterprises. Rok na to vyšla první hra, simulátor ponorky, pod názvem Periscope a stala se okamžitě celosvětovým hitem.
V roce 1983 vydala Sega první konzoli, SG-1000, a také první arkádu ve 3D s názvem Subroc-3D. Ještě týž rok vyšla první hra na optickém nosiči (Laserdisc nebo LD) – Astron Belt. A do třetice událostí; ještě stihl proběhnout krach videoher, který firmu citelně zasáhl. Byla prodána společnosti Bally Manufacturing Corporation (která se zabývala výrobou stolních pinballových automatů).
Významnou událostí této rušné etapy představuje rok 1984, kdy se Sega dostává pod křídla multimiliardového japonského konglomerátu CSK, a je přejmenována na Sega Enterprises Ltd. se sídlem v Japonsku. O dva roky později již obchoduje akciemi na Tokijské burze a zároveň dochází k expanzi na americký trh, podporované založením pobočky Sega of America. Firma nabírá čerstvý vítr do plachet, vydává Sega Master System a v roce 1991 světlo světa spatřuje maskot – ježek Sonic. 

### 2. etapa (1989–2001)
Roku 1989 Sega představuje svůj Mega Drive a zaujímá druhé místo na světovém poli elektronické zábavy, těsně za společností Nintendo. V průběhu dalšího roku vznikají úspěšné tituly, jako byly např. Golden Axe nebo Altered Beast. Vývoj v oblasti digitálních her předznamenává konec éry 8bitových strojů a scénu začínají ovládat 16bitové konzole. Sega vydává časopis Sega Vision.
Ke slovu se dostává 2. generace her, která nastupuje za bouřlivé kampaně proti Nintendu, kterou vyjadřuje její slogan „Genesis does what Nintendon't“ (volně: Genesis umí to, co Nintendo nezvládne). Buduje kulturu a drtí oblíbenou sérii od Nintenda – Super Mario Bros. – svým Sonicem, který je „dynamičtější, barevnější, lépe ozvučený a neuvěřitelně hratelný!“. Genesis (tj. Mega Drive pod severoamerickým pojmenováním) způsobuje poprask v herních kruzích, jehož výsledkem je 65% pozice na americkém trhu. Tato nadvláda trvá až do roku 1994, tedy do vydání SNES (Super Nintendo Entertainment System). Nástup pokročilé konzole Nintenda vytváří propad Segy na 35 %. Sega odpovídá kooperací s TimeWarner a otevírá vlastní kabelový televizní kanál zaměřený na uživatele Genesisu a na prezentace nových her. Protiútok pokračuje, v Jokohamě je otevřen druhý zábavní park Segy. Završením kampaně měla být konzole Sega Saturn.
Jakkoliv se Saturn dobře prodával v Japonsku, za oceánem se setkal s vlahým přijetím. Vázla dodávka tolik potřebného herního software třetích stran (zřejmě kvůli příliš složitému programování hardware) a také poměrně vysoká cena (o 100 USD převyšující cenu Sony PlayStation). Situaci se management Segy pokusil zachránit expedicí poslední konzole – Segy Dreamcast roku 1998. Nástup byl slibný, Dreamcast představoval konzoli s nejrychlejším nárůstem prodaných her do přelomového roku 2000, kdy Sony vydalo svůj PlayStation 2 (což bylo ostatně udáváno jako jeden z důvodů pro ukončení výroby konzolí).
Dreamcast představoval poslední herní konzoli od Segy. Nakonec, jako poslední rána, na konzolový trh vstoupil Microsoft se svým Xboxem, který spolu se Sony a Nintendem etablují 6. generaci konzolí, které se Sega již neúčastní. Nechává dojet výrobu Dreamcastu, jehož poslední exemplář opustil výrobní linku v roce 2001.
Ještě v průběhu roku 2000 je Sega Enterprises, Ltd. přejmenována na Sega Corporation. Se změnou jména zastavuje veškeré hardwarové aktivity v oblasti herních konzolí a zaměřuje se pouze na oblast vývoje software a herních automatů (např. Sega Lindbergh).

### 3. etapa (2001–současnost)
Produkce herních automatů je během roku 2001 spojena se systémem Sega NAOMI (New Arcade Operation Machine Idea), odvozeném od hardware Dreamcastu. Pouští se též do multiplatformní emise her také pro donedávna konkurenční společnosti a jejich konzole (PlayStation 2, GameCube, Game Boy Advance, Nintendo DS, PlayStation Portable, Xbox, Xbox 360 a předběžně také pro PlayStation 3 a Wii).
Těžkou ránu přinesl rok 2003, koncern CSK, který Segu držel nad vodou, se rozhodl dále její aktivity nepodporovat a vehnal ji do aukce. Jeden z akcionářů, firma Sammy, kupuje zbytek firmy. Že byla tato operace úspěšná, potvrdil rok 2004, kdy se nyní nově pojmenovaná firma Sega Sammy Holdings Inc. stala největším herním výrobcem na světě.
25. ledna 2005 Sega prodává dceřinou společnost Visual Concepts, který pro firmu vytvářel sportovní herní série, společnosti Take-Two Interactive za 24 milionů USD.

## Pobočky
- mateřská firma, Sega of Japan, se nalézá v tokijské části Ota v Japonsku
- evropská pobočka, Sega of Europe, sídlí v Londýně-Chiswicku ve Velké Británii
- severoamerická divize, Sega of America, se nalézá v San Franciscu v USA

## Konzole

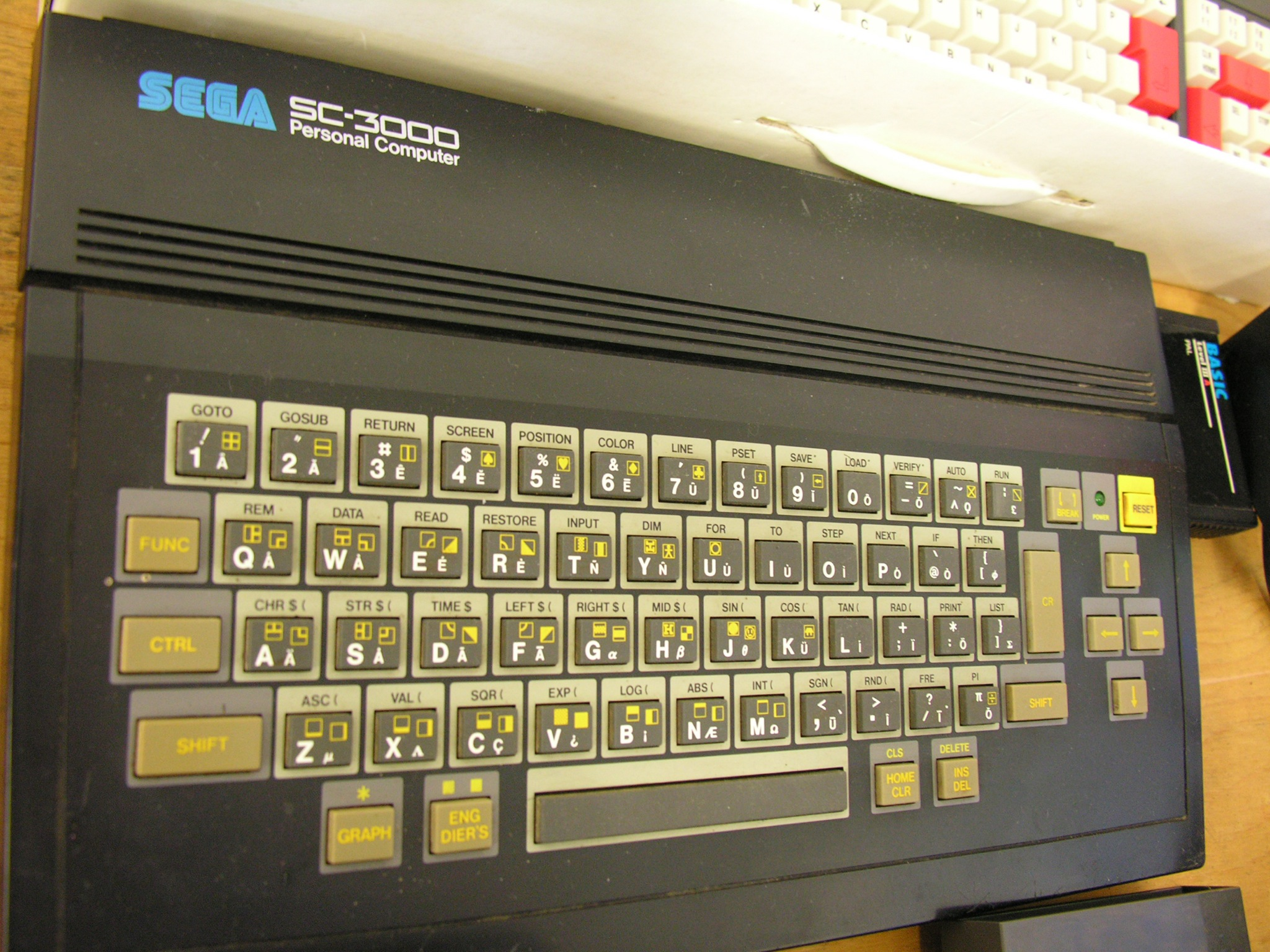
SC-3000 1983
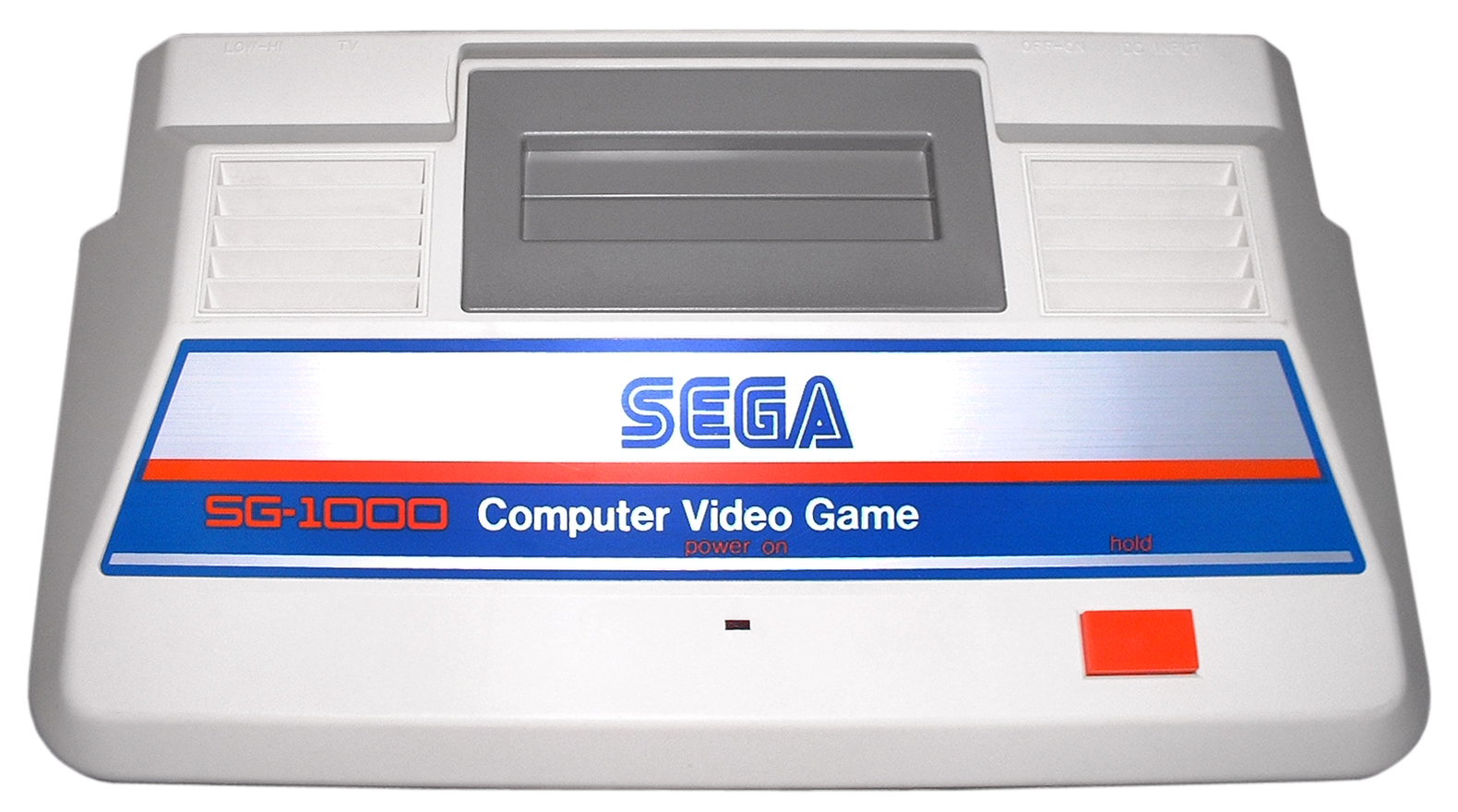
SG-1000 (Nikdy v Americe) 1983
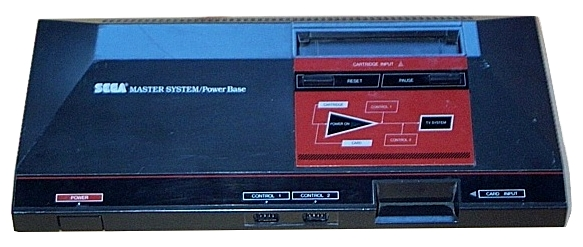
Master System 1985
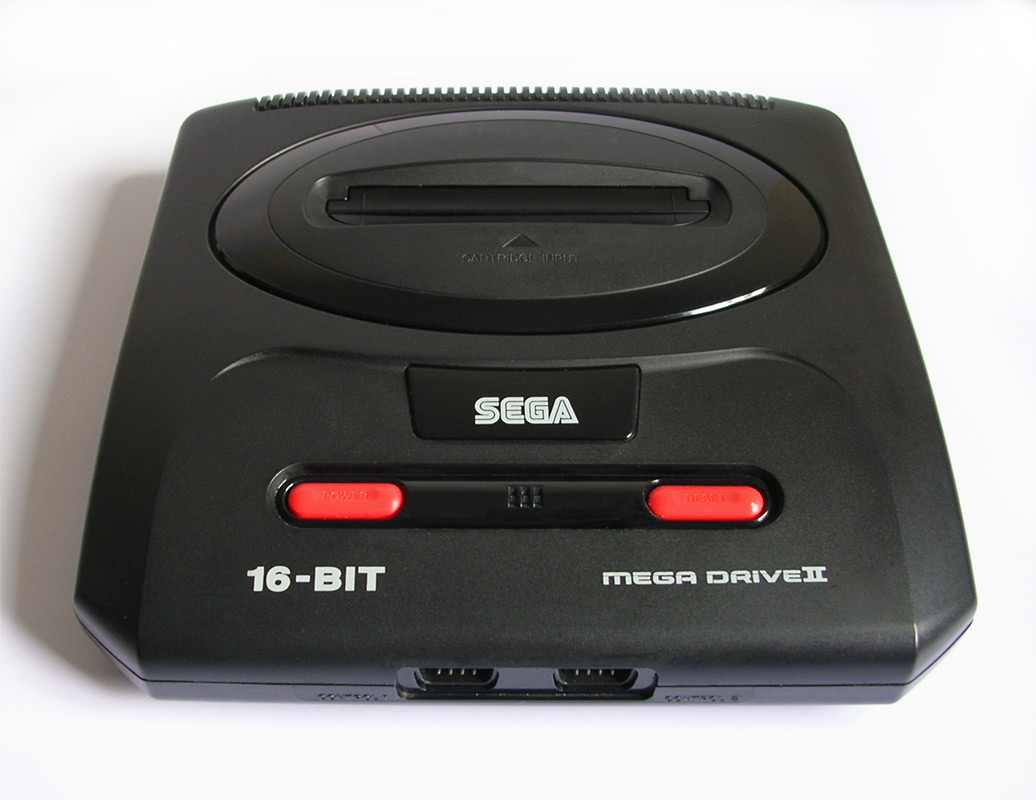
Mega Drive 1989
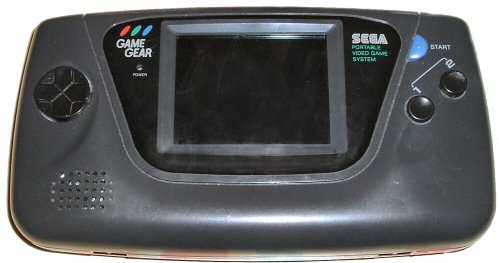
Game Gear 1990
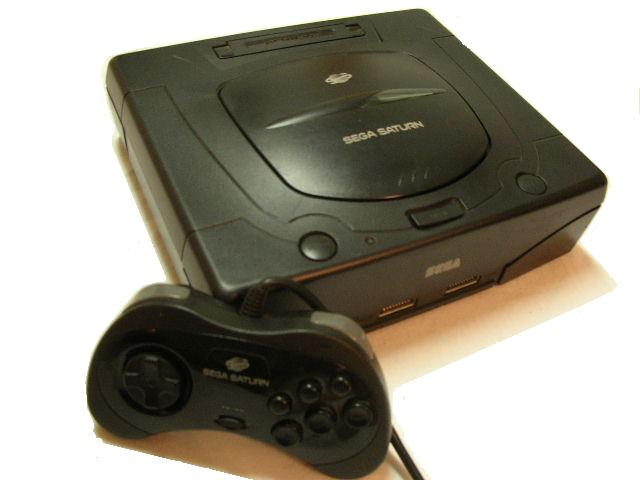
Saturn 1994
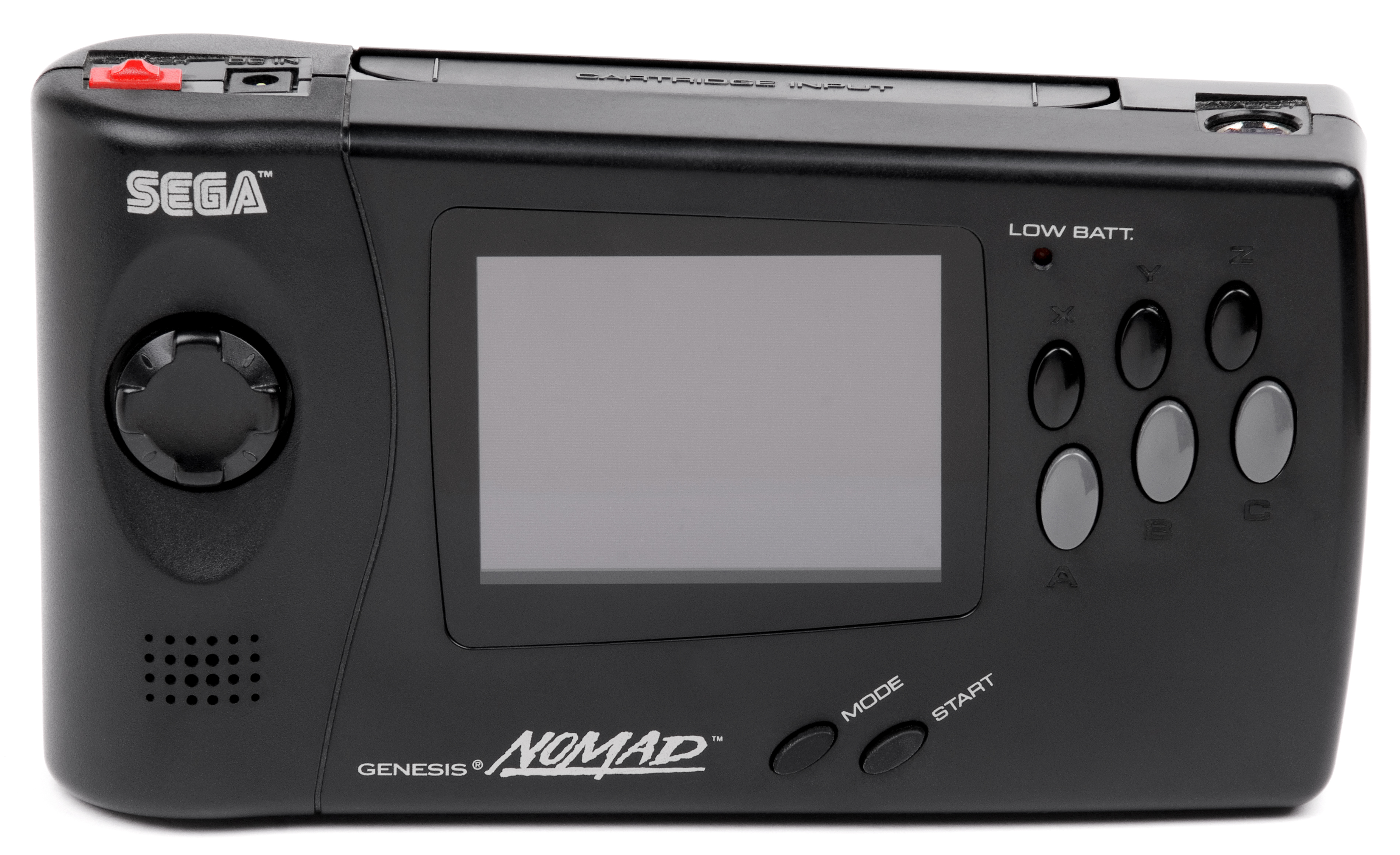
Nomad 1995
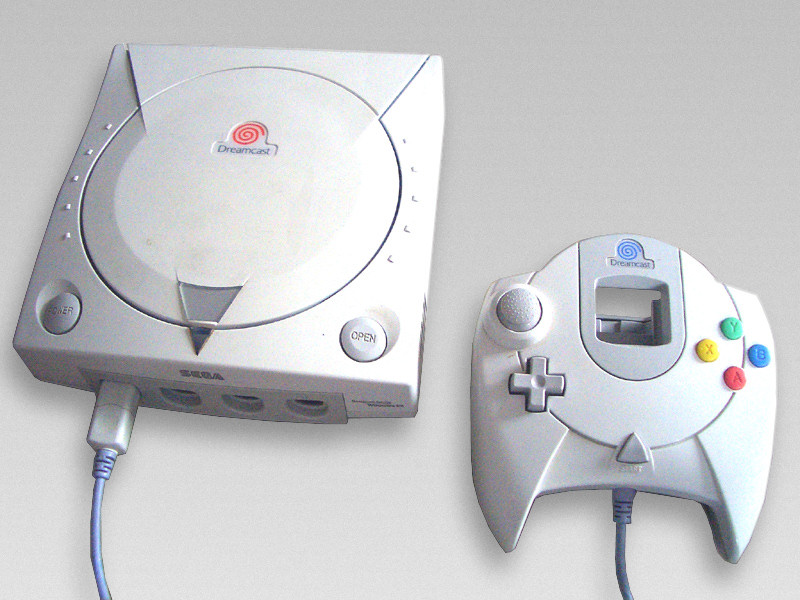
Dreamcast 1998

## Ceny konzolí SEGA
- SC-3000 – 29800 jenů (1983)
- SC-1000 – 15000 jenů (1983)
- SC-1000 II – 15000 jenů (1984)
- SG-1000 MARK III – 15000 jenů (1985)
- Master System – 16800 jenů (1987)
- Mega Drive/Genesis – 21000 jenů (1988)
- Game Gear – 19800 jenů (1990)
- Mega CD – 49800 jenů (1991)
- Super 32X – 16800 jenů (1994)
- Nomad – 17900 jenů (1995)
- Saturn – 44800 jenů (1994)
- Dreamcast – 29000 jenů (1998)